# 大雄·胖虎症候群
大雄·胖虎症候群是司馬理英子在她的著作中創造的一個詞彙。
這個名詞源自日本漫畫作品《哆啦A夢》中的兩個角色——大雄和胖虎。司馬理英子在她所出的兒童精神方面書籍中使用這個詞來描述先天性腦機能障礙中注意力不足過動症及注意力缺失症這類精神官能障礙。

## 出處
1997年，司馬理英子首先在她的學術論文中發表了這個觀點，稱其在《哆啦A夢》中的大雄和胖虎兩個角色中各發現了兩種精神症狀，即注意力缺失症及注意力不足過動症。這個觀點被發布後，這兩種症狀被總結為「大雄·胖虎症候群」並逐漸流傳開來，被日本社會用來形容上述兩種症狀。在其中，前者（注意力不容易集中、散漫以及做事常失敗）被用來形容大雄在作品中的性格；後者（衝動、不容易冷靜）則被用來形容胖虎在作品中的性格。在《精神疾病診斷與統計手冊》第4版中，收录了司馬理英子的觀點，就將大雄·胖虎症候群定義為注意力不足過動症及注意力缺失症這類精神官能障礙的總稱。司馬理英子後在她的著作中正式提出了這個名詞，並被許多媒體包括報紙和期刊廣泛提及。除了司馬理英子外，其他研究者也對這一症候群進行了研究和探討，並以此提高青少年對過動症的認識。2005年，山崎雅保和白井由佳在每日新聞對這一症候群闡述了自己的見解，認為它具有社會性，普遍發生在很多人身上。

## 註腳
1. 1 2
2. ↑  星野仁彦（日语：星野仁彦）
3. 1 2  深山真治

## 擴展閱讀

### 維基百科條目
- 哆啦A夢§大雄·胖虎症候群

### 書籍
- 司馬理英子、1997年、ISBN 4072212733
- 司馬理英子、1999年、ISBN 4072249173
- 司馬理英子、2001年、ISBN 4072289809
- 司馬理英子、加藤醇子、千谷史子、2003年、ISBN 4072376302
- 司馬理英子、2004年、ISBN 407242482X